# 弔唁冊
弔唁冊是記錄對死亡及慘事之悼惜的書籍。知名人物離世或發生導致死亡重大災難後，公眾場所會設有弔唁冊供公眾人士憑弔。誌悼期間過後，唁冊會交予近親保管留念或存進檔案館。
一些格外出眾的人物，其弔文會編制再版。例如美國總統亞伯拉罕·林肯遇刺身亡後，美國政府印刷局在1867年出版了精裝官方弔文集。